# Lenguas Paresí-Waurá
Las lenguas pareci-xingú o paresí-waurá (o también arawak central o arawak del Mato Grosso) constituyen el grupo central de lenguas maipureanas habladas en la Amazonía boliviana y brasileña occidental.

## Lenguas de la familia
Kaufman (1994) clasifica a estas lenguas en dos subgrupos: 
- Subgrupo Paresí (Xaray)
  - Paresí (también Parecís o Haliti)
  - Saraveca (también Sarave, †)
- Subgupo Waurá (Xingu)
  - Waurá–Mehinaku (también Wauja, Meinaku)
  - Yawalapití (también Jaulapití)
  - Custenau (también Kustenaú, †)

Ethnologue (edición 16.ª) añade el Enawené-Nawé, llamado Salumã por Kaufman, a este grupo. Además en esa monografía el agavotataguerra, que previamente se consideraba una lengua no clasificada se considera relacionada con el waurá-mehinaku y con el yawalapití.

## Comparación léxica
Los numerales en diferentes lenguas paresí-waurá son:
| GLOSA | Paresí        | Mehinaku        | Waurá         | Yawalapitî        | PROTO- PARESÍ-WAURÁ |
| ----- | ------------- | --------------- | ------------- | ----------------- | ------------------- |
| '1'   | hatita        | pawíʦa          | pawá          | pawa              | *paw- *pati-        |
| '2'   | hinʲama       | mipiyáma        | mɛpĩyãwã      | purziñəməʔ        | *(mi)pĩyãmã         |
| '3'   | hanama        | kamayukúla      | kamakúla      | kəməyuxulə        | *kamayukúla         |
| '4'   | ðalakakʷa     | mipiyáma wáka   | mɛpĩyãwã wáka | puriñə̃m-ipɨku     | *2x2                |
| '5'   | halakʷa kahe1 | pawíʦa wɨȿɨkũ2  | pawãžɨkũ      | pa-wiriku         | *1x5                |
| '6'   | 5 + 1         | 1 + taputá      | 1+tapatanɨ    | 1+ikiruatá        | *1+5                |
| '7'   | 5 + 2         | 2 + taputá      | 2+tapatanɨ    | 2+ikiruatá        | *2+5                |
| '8'   | 5 + 3         | 3 + taputá      | 3+tapatanɨ    | 3+ikiruatá        | *3+5                |
| '9'   | 5 + 4         | 4 + taputá      | 4+tapatanɨ    | 4+ikiruatá        | *4+5                |
| '10'  | hinʲama kahe  | mamála wɨȿɨkũwí | pawãžɨkũwakã  | papáiukaka-wíriku | *2x5                |
1 halakʷa kahe literalmente es 'mano completa', para los números 6 a 9 se usan expresiones del tipo halakʷa kahe, ðane hamanija, hinʲama kahitihi hije takʷa, 'una mano completa y yendo al otro lado pon dos dedos' = '7'.
1 pawíʦa wüxükũ significa 'una mano', los números '6' a '9' se expresan mediante la expresión taputá 'ir a [la otra mano]'.